# Alpy Grand Combin

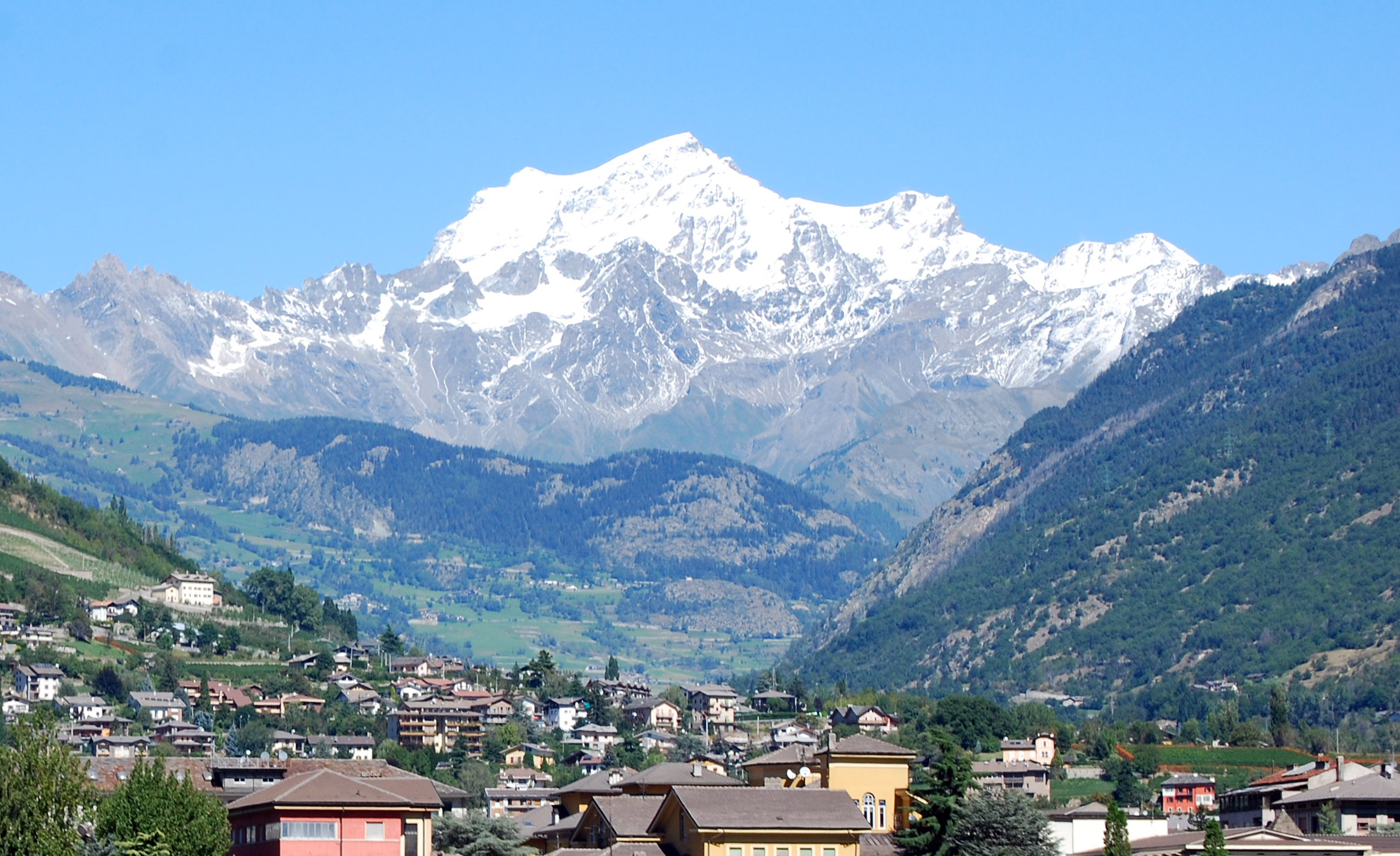
Grand Combin de Grafeneire. Widok z Aosty

Alpy Grand Combin – grupa górska w Alpach Pennińskich, we Włoszech (region Dolina Aosty) i Szwajcarii (kanton Valais), w której skład, według  klasyfikacji Suddivisione Orografica Internazionale Unificata del Sistema Alpino (w skrócie SOIUSA), wchodzą masywy: Grand Golliat, Grande Rochère, Mont Velàn, Grand Combin, Mont Gelé, Mont Collon, Ruinette, Pleureur i Aiguilles Rouges d’Arolla. Grupa ciągnie się w grzbiecie głównym Alp Pennińskich od przełęczy  Col du Grand Ferret do przełęczy Col Collon.
Najwyższym szczytem grupy jest Grand Combin de Grafeneire (4314 m).